# Duell am Apachenpaß
Duell am Apachenpaß (Originaltitel: Thunder Over Arizona) ist ein in Farbe gedrehter Western aus dem Jahr 1956. Regie führte Joseph Kane, die Hauptrollen spielten Kristine Miller als Fay Warren, Skip Homeier als Tim Mallory, George Macready als Mayor Plummer und Wallace Ford als Hal Stiles. Deutsche Erstaufführung war am 6. September 1957.

## Handlung
In einer Stadt in Arizona im 19. Jahrhundert regieren ein skrupelloser, von Gier nach Macht und Reichtum beherrschter Bürgermeister namens Plummer und seine korrupten Schergen, zu denen auch der Sheriff und seine Deputies gehören. Eine Familie in der Gegend hat eine Silbermine. Die möchten Plummer und seine Leute an sich bringen, mit allen Mitteln, Mord inklusive. Der zufällig ebenfalls in die Stadt gereiste Tim Mallory wird mit dem Kunstschützen verwechselt, den sie als Killer angeheuert haben, und auf diese Weise in die Sachen hineingezogen. Als er erkennt, mit wem er es zu tun hat, versucht er, Fay Warren und ihren Brüdern zu helfen, und reitet deshalb, so schnell er kann, zu ihrer Mine, aber auch sie halten ihn für den angeheuerten Killer ...

## Kritik
- Die Kritiker bezeichneten den Western als „harmlos-mittelmäßig“ (Lexikon des internationalen Films[1]) oder „anspruchslos“[2], aber auch als „vom B-Film-Fließband“. (Cinema[3])

## Bemerkungen
Duell am Apachenpaß war der zweite Film, der im „Naturama“-Verfahren gedreht wurde, das die Produktionsfirma Republic Pictures entwickelt hatte und nur von kurzer Lebensdauer war.